# Ceny Thálie 2017
Ceny Thálie 2017 je 25. ročník udílení Cen Thálie, které udílí Herecká asociace za mimořádné výkony či celoživotní mistrovství v oblasti jevištního umění. Předsedové oborových porot v činohře, opeře, baletu a v muzikálu a operetě vyhlásili 24 nominovaných osobností 31. ledna 2018. Vyhlašovací ceremoniál v sobotu 24. března 2018 v pražském Národním divadle moderoval Václav Moravec. V přímém přenosu jej vysílala Česká televize na stanici ČT1 a Český rozhlas na stanici Dvojka. Ceny vyrobila sklárna Ajeto ze severočeské obce Lindava. Byla udělena i nová cena, a to Cena Thálie za šíření divadelního umění v televizi.

## Ceny a nominace
Při oficiálním večeru bylo vyhlášeno 15 laureátů:

### Činohra – ženský výkon
- Tereza Dočkalová (role: Nora, Nora (Domeček pro panenky), režie: Jan Nebeský, Divadlo pod Palmovkou)
  - Veronika Kubařová (role: Katja, Interview, režie: Martin Myšička, Dejvické divadlo, Praha)
  - Eva Salzmannová (role: Ray, Jasno lepo podstín zhyna, režie: Viktorie Čermáková, MeetFactory Praha)

Širší nominace: Anna Bazgerová, Pavla Beretová, Tereza Groszmannová, Ivana Hloužková, Jindra Janoušková, Kateřina Liďáková, Jana Preissová

### Činohra – mužský výkon
- Daniel Bambas (role: Edward Kynaston, Krás(k)a na scéně, režie: Petr Mikeska, Městské divadlo Mladá Boleslav)
  - Martin Finger (role: Walter Faber, Homo Faber, režie: David Šiktanc, Činoherní studio Ústí nad Labem)
  - Robert Finta (role: Joey Sturdy, Teď mě zabij, režie: Janusz Klimsza, Národní divadlo moravskoslezské, Ostrava)

Širší nominace: Ondřej Brousek, Pavel Hromádka, Josef Kaluža, Ondřej Kavan, Šimon Krupa, Ondřej Pavelka, David Viktora

### Činohra – celoživotní mistrovství
- Petr Kostka[2][6]

Cenu předali: Ilja Šmíd (ministr kultury) a Ondřej Kepka (předseda Herecké asociace)

### Balet – ženský výkon
Balet, pantomima nebo jiný tanečně dramatický žánr:
- Nikola Márová (role: Matka, Svěcení jara, Národní divadlo, Praha)
  - Fanny Barrouquére (sólový výkon, Amazonky , Lenka Vagnerová and Company Praha)
  - Barbora Šulcová (sólový výkon, O Balcão de Amor, Národní divadlo moravskoslezské, Ostrava)

Širší nominace: Jarmila Hruškociová, Veronika Šlapanská, Claire Teisseyre, Eriko Wakizono, Aya Watanabe

### Balet – mužský výkon
Balet, pantomima nebo jiný tanečně dramatický žánr:
- Ondřej Vinklát (role: Vyvolený, Svěcení Jara, Národní divadlo, Praha)
  - Burak Serkan Cebeci (role: D’Artagnan, Tři mušketýři, Národní divadlo moravskoslezské, Ostrava)
  - Rory Ferguson (role: Pavel Malina, Petrolejové lampy, Divadlo F. X. Šaldy, Liberec)

Širší nominace: Stéphane Aubry, Karel Audy, Vojtěch Fülep, Paul Oliver, Francesco Scarpato

### Balet – celoživotní mistrovství
- Richard Böhm[6][9]

Cenu předali: Petr Dvořák (Česká televize) a Ctibor Turba

### Opereta, muzikál – ženský výkon
Muzikál, opereta nebo jiný hudebnědramatický žánr:
- Katarína Hasprová (role: Paní Danversová, Rebecca, režie: Gabriela Petráková, Národní divadlo moravskoslezské, Ostrava)
  - Lucie Bílá (role: Deloris Van Cartier / Sestra Mary Clarence, Sestra v akci, režie: Antonín Procházka, Hudební divadlo Karlín)
  - Natálie Grossová (role: Sára, Ples upírů, režie: Radek Balaš, Goja Music Hall)

Širší nominace: Michaela Horká, Dita Hořínková, Ivana Korolová, Zuzana Kajnarová, Viktória Matušovová

### Opereta, muzikál – mužský výkon
Muzikál, opereta nebo jiný hudebnědramatický žánr:
- Peter Pecha (role: Rocky, Rocky, režie: Christoph Drewitz, Kongresové centrum Praha, Praha)
  - Pavel Režný (role: Tony, West Side Story, režie: Lumír Olšovský, Divadlo J. K. Tyla, Plzeň)
  - Daniel Rymeš (role: Chaplin, Chaplin, režie: Stanislav Moša, Městské divadlo Brno)

Širší nominace: Tomáš Novotný, Přemysl Pálek, Radek Antonín Shejbal, Martin Šrejma, Pavel Vítek

### Opereta, muzikál – celoživotní mistrovství
- Jiří Korn[2][6]

Cenu předali: Jana Moravová (Mountfield) a Vlastimil Harapes

### Opera – ženský výkon
- Maida Hundeling (role: Desdemona, Otello, režie: Ivan Krejčí, Národní divadlo moravskoslezské Ostrava)
  - Markéta Cukrová (role: Poutník, Láska na dálku, režie: Jiří Heřman, Národní divadlo Brno)
  - Kateřina Kněžíková (role: Adina, Nápoj lásky, režie: Radovan Lipus, Národní divadlo Brno)

Širší nominace: Jitka Klečanská, Marta Reichelová, Dora Pavlíková, Daniela Straková Šedrlová, Alžběta Vomáčková

### Opera – mužský výkon
- Svatopluk Sem (role: Giorgio Germont , La traviata, režie: Veronika Poldauf Riedelbauchová, Jihočeské divadlo, České Budějovice)
  - Andrij Škurhan (role: Dunois, Panna orleánská, režie: Linda Keprtová, Divadlo F. X. Šaldy, Liberec)
  - Titusz Tóbisz (role: Laca Klemeň, Její pastorkyňa, režie: Linda Keprtová, Divadlo F. X. Šaldy, Liberec)

Širší nominace: Miloš Horák, Tomáš Kořínek, Josef Moravec, Jakub Rousek, Josef Škarka

### Opera – celoživotní mistrovství
- Miroslav Švejda[2][6]

Cenu předal: Jan Simon (Intergram)

### Zvláštní cena Kolegia
Zvláštní cena Kolegia pro udělování cen Thálie za mimořádný umělecký přínos českému divadelnímu umění:
- Jiří Srnec – divadelník, scénograf, režisér, výtvarník, hudební skladatel, manažer světoznámého Černého divadla Jiřího Srnce[2][6]

Cenu předali: Dagmar Hrnčířová (Nadace Život umělce) a Zdeněk Barták (předseda Kolegia)

### Cena Thálie pro činoherce do 33 let
- Ivan Dejmal (Národní divadlo moravskoslezské, Ostrava)[2][6]

Cenu předali: Barbora Munzarová a Jan Burian (ředitel Národního divadla)

### Loutkové divadlo – celoživotní mistrovství
- Bohuslav Šulc[2][6]

Cenu předali: Martin Klásek a Josef Havel (Český rozhlas) 

### Cena Thálie za šíření divadelního umění v televizi
- František Filip[2][6]

Cenu předal: Lumír Olšovský